# 角翅卫矛
角翅卫矛（学名：Euonymus cornutus）是卫矛科卫矛属的植物，为中国的特有植物。分布于中国大陆的陕西、湖北、甘肃、四川等地，生长于海拔900米至3,600米的地区，见于山地灌丛中，目前尚未由人工引种栽培。

## 异名
- Euonymus cornutus Hemsl. var. quinquecornutus (Comber) Blakelock
- Euonymus quinquecornutus (Comber) Blakclock